# Incasso documentar
Ca modalitate de plată, incasso-ul documentar (engl. documentary collection, fr. remise documentaire) este o tehnică ce constă în acordarea de către exportator băncii sale a unui mandat de a încasa (de aici, denumirea de incasso), suma reprezentând contravaloarea unei tranzacții comerciale și de a o vira în contul său; în acest sens, el va depune la bancă documentele care atestă executarea obligației sale de livrare (de aici, caracterul documentar).